# Sillard-Inseln
Die Sillard-Inseln sind eine Gruppe vereister Inseln in der Matha-Straße westlich der Antarktischen Halbinsel. Sie liegen vor dem Kap Mascart am nordöstlichen Ende der Adelaide-Insel.
Entdeckt wurden sie bei der Fünften französischen Antarktisexpedition (1908–1910) unter der Leitung Jean-Baptiste Charcots. Benannt sind sie nach dem französischen Ingenieur Jean Sillard, Leiter eines Unternehmens im uruguayischen Montevideo, das Charcots Forschungsschiff Pourquoi Pas ? instand setzte.